# توماس برنبروخ
توماس برنبروخ (انگلیسی: Thomas Berenbruch؛ زادهٔ ۳۱ مهٔ ۲۰۰۵) یک بازیکن فوتبال اهل ایتالیا است که برای باشگاه فوتبال اینتر میلان در پست هافبک بازی می‌کند.
برنبرخ اولین بازی خود را برای باشگاه فوتبال اینتر میلان در لیگ قهرمانان اروپا مقابل باشگاه فوتبال فاینورد انجام داد و در دقیقه ۸۴ جایگزین داویده فراتسی شد.